# Alien vs. Predator (jeu d'arcade)
Pour les articles homonymes, voir Aliens vs. Predator.
Alien vs. Predator est  un jeu vidéo du type beat them all développé et édité par Capcom sur CP System II en 1994. Il est basé sur l'univers des films de la 20th Century Fox Alien et Predator,,.

## Synopsis
Alors que les États-Unis sont envahis par les Xénomorphes, deux cyborgs militaires aidés de deux predators tentent de lutter contre la corporation Weyland-Yutani, responsable de la prolifération des créatures.

## Personnages
Deux humains et deux predators sont contrôlables :
- Lieutenant Linn Kurosawa : un cyborg du Colonial Marine Corps, elle est équipée d'un katana et d'un pistolet automatique, et combine la maîtrise d'un ancien art martial avec la  puissance de ses implants cybernétiques.
- Major Dutch Schaefer : un Colonial Marine dont le bras droit a été remplacé par une mitrailleuse de type M56 Smart Gun.
- Guerrier predator : un vieux chasseur à la recherche de chasseurs ayant disparu sur Terre.
- Chasseur predator : un jeune chasseur qui combat pour la gloire.